# ماركو نيجري (لاعب كرة طائرة)
ماركو نيجري (بالإيطالية: Marco Negri)‏ (24 مايو 1955 في فرنسا - ) هو لاعب كرة طائرة إيطاليا. شارك في الألعاب الأولمبية الصيفية 1976 والألعاب الأولمبية الصيفية 1984.

## وصلات خارجية
- ماركو نيجري على موقع دوري الدرجة الأولى الإيطالي للكرة الطائرة - رجال (الإيطالية)
- ماركو نيجري على موقع اللجنة الأولمبية الدولية (الإنجليزية)
- ماركو نيجري على موقع أوليمبيديا (الإنجليزية)
- ماركو نيجري على موقع اللجنة الأولمبية الإيطالية (الإيطالية)